# Rica Reinisch
Rica Reinisch (n. 6 aprilie 1965, Seifhennersdorf, Saxonia, Germania) este o înotătoare, medaliată olimpică. A participat la o ediție a Jocurilor Olimpice (1980) în care a câștigat 3 medalii de aur.